# Alexandre Demullet
Alexandre Demullet (geboren rond 1770) was de eerste burgemeester van de in 1800 nieuwgevormde West-Vlaamse gemeente Sint-Andries (toen Frankrijk).

## Levensloop
Demullet, die meestal ondertekende als A. de Mullet en eigenlijk Pierre als eerste voornaam had, was getrouwd met Florentine Delvoye, afkomstig uit Menen. Kort voor of na de eeuwwisseling kregen ze vijf kinderen, die in Brugge geboren werden: Jean (°1797), Virginie (°1798), Julie (°1799), Auguste (°1800), Auguste (°1802).
Het is waarschijnlijk dat hij afkomstig was uit Noord-Frankrijk. In Saint-Omer, Arras en elders trof men heel wat Demullets en de Mullets aan. Onder de getuigen bij de geboorte van zijn kinderen werden verschillende personen uit Noord-Frankrijk aangetroffen.
Uit de geboorteplaats van de kinderen is af te leiden dat Demullet in Brugge woonde, ook tijdens de periode dat hij burgemeester was van Sint-Andries. Dit kon dus slechts tijdens een overgangsperiode het geval zijn. Hij was waarschijnlijk een medewerker van het Franse bestuur. Hij was burgemeester van Sint-Andries van juli 1800 tot november 1801 en vertrok toen naar andere oorden. Zijn opvolger, Philippe Gevaert was een autochtone bewoner die al eerder zijn sporen verdiend had.